# Тавернерио
Тавернерио (итал. Tavernerio) — коммуна в Италии, располагается в регионе Ломбардия, подчиняется административному центру Комо.
Население составляет 5534 человека (на 2004 г.), плотность населения составляет 486 чел./км². Занимает площадь 11 км². Почтовый индекс — 22038. Телефонный код — 031.
Покровителем коммуны почитается святитель Мартин Турский, празднование 11 ноября.